# Stazione di San Maurizio Canavese
La stazione di San Maurizio Canavese è una stazione ferroviaria della ferrovia Torino-Ceres.
Serve il centro abitato di San Maurizio Canavese, nella città metropolitana di Torino.
Precedemente gestita dal Gruppo Torinese Trasporti (GTT), dal 1 gennaio 2024 è gestita da Rete Ferroviaria Italiana (RFI).

## Storia
La stazione fu costruita nel 1869 secondo il progetto dell'ingegner Cappuccio.

## Strutture e impianti
La stazione presenta un corpo principale a due piani fuori terra, tetto a falde con struttura in legno e rivestimento in lose mentre la struttura dell'edificio è in mattoni; addossata al fabbricato viaggiatori c'è una pensilina a falda unica in ghisa con rivestimento di lamiera.
È presente una tettoia coperta in legno con copertura a doppia falda in legno e rivestimento in coppi.
La stazione ha tre binari più un piazzale per la sosta dei carri adiacente alla tettoia.

## Movimento
La stazione fino all'estate 2023 è stata servita dai treni operati da GTT in servizio sulla vecchia linea SFM A del Servizio ferroviario metropolitano di Torino.
Dalla sua riapertura, avvenuta il 20 gennaio 2024, è servita da treni regionali in servizio sulle relazioni denominate SFM 4 e SFM 7 del Servizio ferroviario metropolitano di Torino, operati da Trenitalia nell'ambito del contratto di servizio stipulato con la Regione Piemonte.

## Servizi
La stazione dispone di:
- Biglietteria
- Servizi igienici